# Upplands runinskrifter 696
Upplands runinskrifter 696 är en runsten av granit som är uppställd cirka tjugo meter nord-nordost om klockstapeln vid Veckholms kyrka i Enköpings kommun i Uppland. Det är inte stenens ursprungliga plats. Stenen är ristad av en runristare vid namn Balle, som har ristat flera andra stenar i Uppland och Södermanland.

## Inskriften
Translitterering av runraden:
...-- · (r)(a)--a · st-... -t · a-ui · (l)ausa · s-- · --...-- · ilbi · sial hans
Normalisering till runsvenska:
... ræ[is]a st[æin] [a]t A[l]ve(?)/Ø[l]ve, løysa(?) s[inn] ... hialpi sial hans.
Översättning till nusvenska:
... resa stenen efter Alver (?), sin frigivne (?) ... hjälpe hans själ
Alver, till vars minne stenen är rest, är troligtvis alltså en frigiven träl.